# Galateia
Galatea o Galatya es un pueblo localizado en Chipre del Norte, situado en la península de Karpasia/Karpaz, ubicado dieciocho kilómetros al suroeste de Yialousa/Yeni Erenköy y a tres kilómetros al suroeste de la aldea Tavros.

## Datos Básicos
Los turcochipriotas cambiaron el nombre a Mehmetçik en 1958 que significa "pequeña Mehmet". Mehmetçik También se utiliza, en turco, para referirse a los soldados.
| Año  | Turcochipriotas | Grrecochipriotas | Total |
| ---- | --------------- | ---------------- | ----- |
| 1831 | 111             |                  | 111   |
| 1891 | 575             | 2                | 577   |
| 1901 | 706             | 1                | 707   |
| 1911 | 813             | 1                | 814   |
| 1921 | 881             | 1                | 882   |
| 1931 | 938             | 6                | 944   |
| 1946 | 1190            | 1                | 1191  |
| 1960 | 1270            |                  | 1270  |
| 1973 | 1184            |                  | 1184  |
| 1978 | 1113            |                  | 1113  |
| 1996 | 1054            |                  | 1054  |
| 2006 | 1196            |                  | 1196  |

## Conflicto Intercomunal
En el censo otomano de 1831, los musulmanes (turcos) constituyeron los únicos habitantes de la aldea. A lo largo del período británico, el pueblo estuvo habitado por los turcochipriotas casi exclusivamente, con sólo un pequeño número de residentes grecochipriotas en el pueblo durante cortos períodos de tiempo. Durante la primera mitad del siglo XX, la población de la aldea aumentó constantemente de 707 en 1901 a 1.270 en 1960.
No hubo desplazamientos de personas desde esta localidad durante las luchas intercomunales. Sin embargo, en el año 1964, el pueblo sirvió como un centro de acogida transitoria para los turcochipriotas turcos desplazados. En 1971, se registraban 59 personas desplazadas que vivían en el pueblo.
De 1964 a 1974, fue el centro administrativo de los enclaves turcochipriotas de la región.
Si bien el censo Llevado a cabo por la República de Chipre en 1973 habían 1184 residentes en la aldea, en 1971 una estimación privada daba  1550 pobladores.

## Población actual
Actualmente, el pueblo está poblado por turcochipriotas. Después de 1974, debido a la migración de los jóvenes para buscar0 trabajo en las ciudades y en el extranjero, la población de la aldea comenzó a disminuir considerablemente, pasando de 1.550 en 1971 a 1054 en 1996. Sin embargo, durante los últimos diez años, algunos chipriotas turcos desde otro lugar en el norte de la isla (incluidos los provenientes del extranjero) han comprado propiedades, construyeron casas y se establecieron en el lugar, que ha tenido un efecto positivo en el crecimiento de la población de la aldea. El censo de 2006 pone la población del pueblo (tircochipriota) en 1196.